# (159) Aemilia
(159) Aemilia – planetoida z pasa głównego asteroid.

## Odkrycie
Została odkryta 26 stycznia 1876 roku w Obserwatorium paryskim przez Paula Henry’ego. Nazwa planetoidy nawiązuje do Via Aemilia, drogi rzymskiej prowadzącej z Ariminum (dzisiejsze Rimini) do Piacenzy.

## Orbita
(159) Aemilia okrąża Słońce w ciągu 5 lat i 170 dni w średniej odległości 3,1 j.a. Planetoida należy do rodziny planetoidy Hygiea.